# باتريك جاكسون
باتريك جاكسون (8 أبريل 1984 - ) (بالإنجليزية: Patrick Jackson)‏ هو لاعب كريكت أسترالي.

## وصلات خارجية
- باتريك جاكسون على موقع إي آس بي آن كريك إنفو (الإنجليزية)